# Utah National Guard

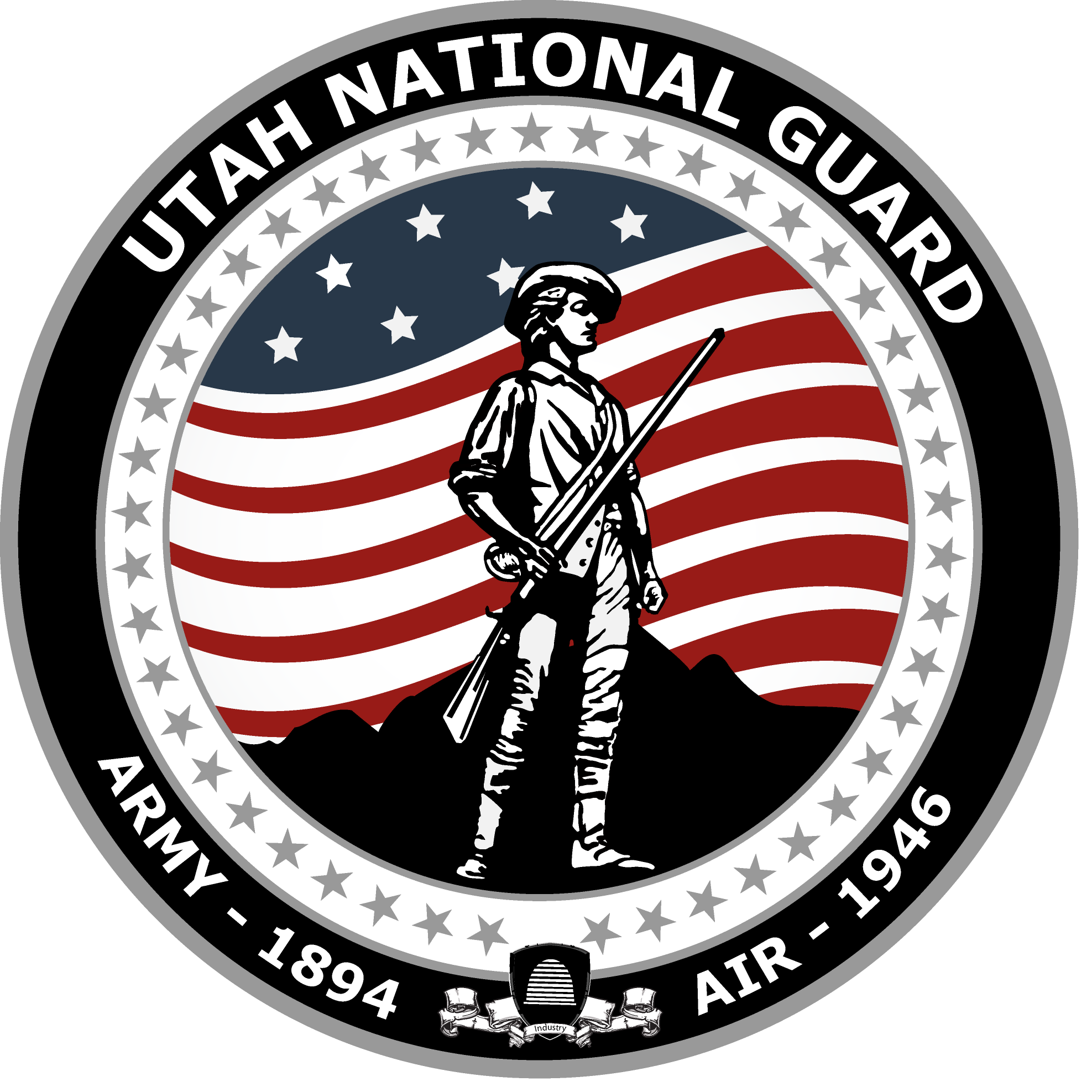
Logo der Utah National Guarde

Die Utah National Guard des US-Bundesstaates Utah besteht seit 1894 und ist Teil der im Jahr 1903 aufgestellten Nationalgarde der Vereinigten Staaten (akronymisiert USNG) und somit auch Teil der zweiten Ebene der militärischen Reserve der Streitkräfte der Vereinigten Staaten.

## Organisation
Die Mitglieder der Nationalgarde sind freiwillig Dienst leistende Milizsoldaten, die dem Gouverneur von Utah, Spencer Cox, unterstehen. Bei Einsätzen auf Bundesebene ist der Präsident der Vereinigten Staaten Commander-in-Chief. Adjutant General of Utah ist seit 2023 Brigadier General (UT) Daniel D. Boyack.
Die Bundesebene kann (unter bestimmten Umständen mit Einverständnis des Kongresses) auf die Nationalgarde zurückgreifen. Davon zu trennen ist die Staatsgarde, die Utah State Defense Force (z. Z. nur ein kleiner Kader von 30 Offizieren), die allein dem Bundesstaat verpflichtet ist.

## Geschichte
Zur Zeit der Besiedlung Utahs durch die Mormonen verwendeten die „Deseret Miliz“ und die „Utah Territorial Miliz“ den Namen der Nauvoo Legion, die auch einen großen Teil der Milizen stellte. Diese Milizionäre waren am Mountain-Meadows-Massaker am 11. September 1857 beteiligt. Die Miliz wurde auch im nachfolgenden Utah-Krieg gegen die in Utah einmarschierenden Bundestruppen im Rahmen der „Utah-Expedition“ von 1857–1858 eingesetzt. Die Nauvoo Legion wurde 1887 durch das Edmunds-Tucker-Gesetz endgültig aufgelöst. Im Vorfeld der Anerkennung als Bundesstaat wurde am 26. März 1894 die Utah National Guard als offizielle staatliche Miliz Utahs organisiert, als die ersten beiden Infanteriekompanien und die erste Artilleriebatterie aufgestellt wurden.
Die Nationalgarden der Bundesstaaten sind seit 1903 bundesgesetzlich und institutionell eng mit der regulären Armee verbunden. Die Utah National Guard war im Ersten und Zweiten Weltkrieg als auch im Koreakrieg aktiv. 

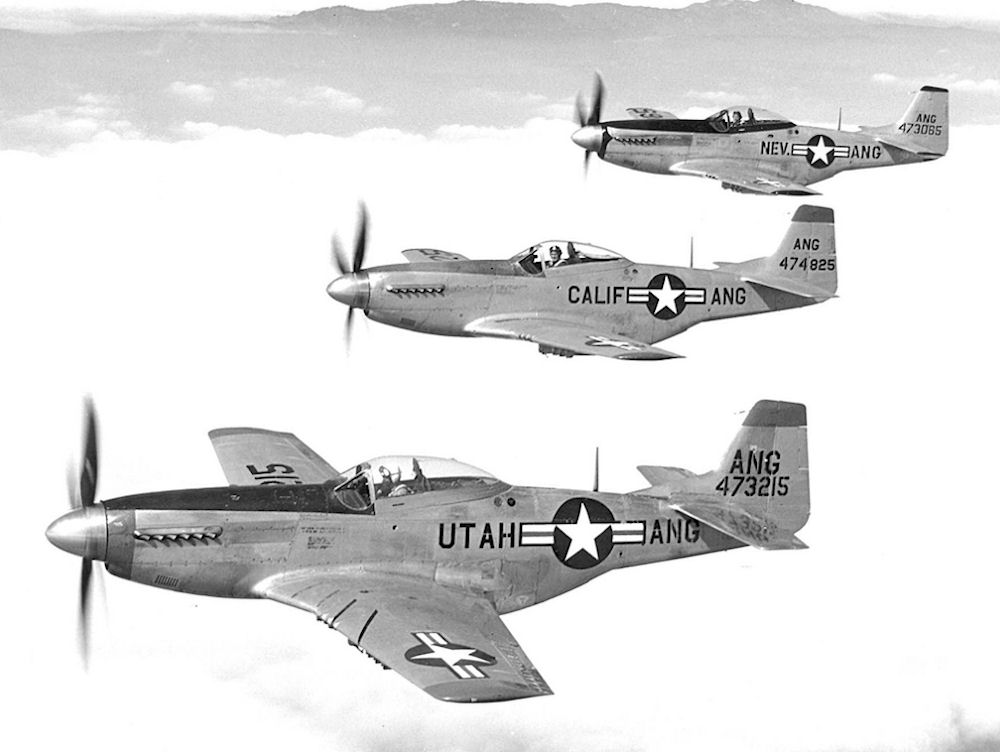
P-51D Mustangs der Nevada, California und Utah Air National Guard im Formationsflug 1948.

Am 18. November 1946 entstand die erste Einheit der Utah Air National Guard, die 191st Fighter Squadron. 
1965 wurde die Utah National Guard für die Mobilisierung nach Vietnam in Alarmbereitschaft versetzt. Es wurden zwar keine Einheiten der Army Guard aktiviert, aber einige Mitglieder der Garde meldeten sich freiwillig zum Dienst in Vietnam. Während der katastrophalen Überschwemmungen in Utah im Frühjahr 1983 wurde die Nationalgarde von Utah aktiviert und leistete in 13 Bezirken Hilfe. Die Besatzungen der Utah Air Guard gehörten zu den ersten, die sich nach dem Einmarsch des Irak in Kuwait im Jahr 1990 freiwillig für den Lufttransport zur Unterstützung des US-Militärs in Saudi-Arabien meldeten. Sechs Einheiten der Utah Army Guard wurden für den Einsatz in der Operation Desert Storm aktiviert.

## Personalstärke und aktive Einheiten
Die Utah National Guard besteht aus den beiden Teilstreitkraftgattungen des Heeres und der Luftstreitkräfte, namentlich der Army National Guard und der Air National Guard. Die Utah Army National Guard hatte 2017 eine Personalstärke von 5.733, die Utah Air National Guard eine von 1.382, was eine Personalstärke von gesamt 7.115 ergibt.
Utah Army National Guard
- 19th Special Forces Group (Airborne)
- 65th Field Artillery Brigade
- 85th WMD CST
- 97th Troop Command
- 115th Engineer Group (CBT)
- 204th Maneuver Enhancement Brigade
- 211th Aviation Group
- 300th MI Brigade (Linguist)
- 640th Regiment (RTI)
- 145th Field Artillery Group
- 1457th Engineer Combat Battalion
- Army Aviation Support Facility (AASF)

Utah Air National Guard
- 101st Information Warfare Flight
- 109th Air Control Squadron
- 130th Engineering Installation Squadron
- 151st Air Refueling Wing
- 191st Air Refueling Squadron
- 169th Intelligence Squadron
- 299th Range Control Squadron